# Taku Harada
Taku Harada (原田 拓 Harada Taku?, nacido el 27 de octubre de 1982 en Kumamoto, Kumamoto) es un exfutbolista japonés. Jugaba de centrocampista y su último club fue el Roasso Kumamoto de Japón.

## Trayectoria

### Clubes
| Club                 | País  | Año         |
| -------------------- | ----- | ----------- |
| Nagoya Grampus Eight | Japón | 2001 - 2003 |
| Oita Trinita         | Japón | 2004 - 2005 |
| Kawasaki Frontale    | Japón | 2005 - 2008 |
| Roasso Kumamoto      | Japón | 2009 - 2014 |

## Estadística de carrera

### J. League
| Club                 | Año   | J. League | J. League | Copa J. League | Copa J. League | Total | Total |
| Club                 | Año   | Part.     | Goles     | Part.          | Goles          | Part. | Goles |
| -------------------- | ----- | --------- | --------- | -------------- | -------------- | ----- | ----- |
| Nagoya Grampus Eight | 2001  | 3         | 0         | 0              | 0              | 3     | 0     |
| Nagoya Grampus Eight | 2002  | 3         | 0         | 0              | 0              | 3     | 0     |
| Nagoya Grampus Eight | 2003  | 1         | 0         | 1              | 0              | 2     | 0     |
| Oita Trinita         | 2004  | 20        | 2         | 6              | 0              | 26    | 2     |
| Oita Trinita         | 2005  | 8         | 0         | 2              | 0              | 10    | 0     |
| Kawasaki Frontale    | 2005  | 12        | 0         | 0              | 0              | 12    | 0     |
| Kawasaki Frontale    | 2006  | 15        | 1         | 4              | 0              | 19    | 1     |
| Kawasaki Frontale    | 2007  | 7         | 0         | 2              | 0              | 9     | 0     |
| Kawasaki Frontale    | 2008  | 2         | 0         | 0              | 0              | 2     | 0     |
| Roasso Kumamoto      | 2009  | 43        | 1         | -              | -              | 43    | 1     |
| Roasso Kumamoto      | 2010  | 27        | 0         | -              | -              | 27    | 0     |
| Roasso Kumamoto      | 2011  | 36        | 2         | -              | -              | 36    | 2     |
| Roasso Kumamoto      | 2012  | 35        | 0         | -              | -              | 35    | 0     |
| Roasso Kumamoto      | 2013  | 34        | 1         | -              | -              | 34    | 1     |
| Roasso Kumamoto      | 2014  | 11        | 0         | -              | -              | 11    | 0     |
| Total                | Total | 257       | 7         | 15             | 0              | 272   | 7     |